# Processo de ácido sulfúrico a úmido
O processo de ácido sulfúrico a úmido ou processo de ácido sulfúrico por catálise molhada (ou processo WSA, do inglês Wet Sulfuric Acid) é na atualidade um dos processos chave de dessulfurização no mercado de produção de combustíveis a partir de petróleo, gás natural e gás de síntese. Desde que a companhia dinamarquesa de catalisadores Haldor Topsoe introduziu e patenteou esta tecnologia no final de 1980, tem sido reconhecida como um processo eficiente para a recuperação de enxofre de gases de processos diversos na forma de ácido sulfúrico (H2SO4) de qualidade comercial, com produção simultânea de vapor de alta pressão. O processo WSA é aplicado em todos os setores onde a remoção de enxofre é um problema.
O processo de catálise molhada é especialmente adequado para o processamento de um ou mais fluxos contendo enxofre, tais como.
- Gás H2S de, e.g., unidade de tratamento de gás com aminas
- Gás produto do processo Rectisol
- Gases de processos metalúrgicos
- Produção de ácido sulfúrico
- Ácido gasto, exaurido de, e.g., alquilação
- Gás final do processo Claus
- Gás de resíduo de coque de petróleo pesado ou de instalações com caldeiras
- Gás de exaustão de removedor de água ácida (gás SWS, Sour Water Stripper)
- Gases de combustão de caldeiras de vários processos dessulfuração de gases de combustão SNOX

## O processo
As reações químicas principais no processo WSA são
- Combustão: 	H2S + 1.5 O2 = H2O + SO2 + 518 kJ/mole
- Oxidação: 	SO2 + ½O2 = SO3 + 99 kJ/mole (na presença de catalisador de óxido de vanádio (V))
- Hidratação: 	SO3 + H2O = H2SO4 (g) + 101 kJ/mole
- Condensação: 	H2SO4 (g) = H2SO4 (l) + 90 kJ/mole

A energia produzida pelas reações acima mencionadas são usadas para a produção de vapor. Aproximadamente 2-3 ton de vapor de alta pressão por ton de ácido produzido.

## Aplicações industriais
Indústrias onde as plantas de processo WSA são instaladas
- Refinarias e indústria petroquímica
- Indústria metalúrgica
- Indústria baseada em carvão (produção de coque e gasificação)
- Industria de energia
- Indústria de viscose
- Indústria de ácido sulfúrico

## Processo WSA para gasificadores
O gás ácido vindo de um Rectisol-, Selexol-, tratamento de gás com aminas ou similar instalado após o gasificador contém H2S, COS e hidrocarbonetos e, adição ao CO2. Estes gases eram anteriormente frequentemente queimados e ventilados para a atmosfera, mas agora o gás ácido requer purificação a fim de não afetar o meio ambiente com a emissão de SO2. O processo WSA pode não somente atender às demandas de remoção de SO2, como também pode aceitar uma larga variedade e faixas de composições de gás de alimentação.
A planta de processo WSA provê uma alta recuperação de enxofre e o calor recuperado causa uma substancial produção de vapor. A alta taxa de recuperação de calor e o baixo consumo de água de arrefecimento, resultam em um desempenho de custo superior deste processo.

### Uso do processo WSA em conexão com gasificação
Motivos pelos quais é adequada a conexão do processo WSA com unidades de gasificação:
- Flexibilidade na composição da alimentação
- mais de 99% do enxofre é recuperado como ácido sulfúrico concentrado de grau comercial
- atrativa economia de operação
- projeto e operação simples

### Exemplos de processo WSA para gasificação

#### Exemplo 1
- Fluxo de gás de alimentação: 14.000 Nm3/h
- Composição (vol %): 5,8% H2S, 1,2% COS, 9,7% HC e 77,4% CO2
- Concentração de SOx (vol %): 1,58%
- Produção de H2SO4: 106 toneladas métricas por dia
- Produção de vapor: 53 ton/h
- Consumo de água de resfriamento: 8 m3/ton de ácido (ΔT = 10°C)
- Consumo de combustível: 1,000 Nm3/h (LHV = 2,821 kcal/Nm3)

#### Exemplo 2
Uma planta de enxofre na China irá ser construída em conexão com uma planta de amônia, produzindo 500 quilotons/ano de amônia para a produção de fertilizantes.

## Regeneração de ácido exaurido e produção de ácido sulfúrico
O processo WSA pode também ser usado para a produção de ácido sulfúrico a partir de queima de enxofre ou de ácido sulfúrico exaurido (gasto, contaminado e diluído com água) de, e.g. plantas de alquilação. Processos de catálise a úmido diferem de outros processos de contato para o ácido sulfúrico pois o gás de alimentação contém excesso de umidade quando entra em contato com o catalisador. O trióxido de enxofre formado pela oxidação catalítica do dióxido de enxofre reage instantaneamente com a umidade para produzir ácido sulfúrico na fase vapor em uma taxa determinada pela temperatura. Ácido líquido é posteriormente formado pela condensação de vapor do ácido sulfúrico e não por absorção do trióxido de enxofre em ácido sulfúrico concentrado, como é o caso dos processos de contato com base em gases secos.
A concentração do ácido produzido depende da razão H2O/SO3 nos gases convertidos cataliticamente e da temperatura de condensação.
Os gases de combustão são arrefecidos à temperatura de entrada do conversor de cerca de 420-440 °C. Para processar esses gases úmidos em um processo de contato convencional de gás frio (DCDA) a planta necessitaria de resfriamento e secagem do gás para remover toda a umidade. Portanto, o processo WSA é, em muitos casos, uma forma mais rentável de produção de ácido sulfúrico.
Aproximadamente 80% a 85% da produção de enxofre do mundo é usada para a fabricação de ácido sulfúrico. 50% da produção mundial de ácido sulfúrico é usada na produção de fertilizantes, principalmente para converter fosfatos em formas solúveis em água, de acordo com o Fertilizer Manual (manual do Fertilizante), publicado conjuntamente pelo Organização das Nações Unidas para o Desenvolvimento Industrial (UNIDO, United Nations Industrial Development Organization) e IFDC.